# Ludio parvulus
Ludio · Ludioidae
Famille
Genre
Espèce
Ludio parvulus, unique représentant du genre Ludio et de la famille des Ludioidae (ou bien membre de la famille des Caenomorphidae), est une espèce de Ciliés de la classe des Heterotrichea et de l’ordre des Armophorida.

## Étymologie
Le nom de Ludio est dérivé du latin ludi, « joueur, danseur », en référence au comportement de l'organisme qui, comme le dit Penard « est très difficile à étudier ; il est de taille excessivement réduite, et à peine le trouve-t-on fixé qu'il se détache d'un bond, pour se montrer plus loin avec une orientation nouvelle, et se détacher de nouveau brusquement ». L'épithète spécifique parvulus est issue du latin parv, qui signifie « petit ».

## Description
Ludio a un « corps vaguement arrondi, divisé par une rainure équatoriale et diagonale à la fois, en deux parties bien distinctes : l'une, antérieure, plus large, arrondie à son sommet, simulant une sorte de casque, et pourvue sur l'un des côtés d'un appendice en crochet, dirigé vers le bas ; cette partie antérieure déborde alors sur la partie postérieure, arrondie également, mais brusquement étirée en un prolongement filiforme, ou fil adhésif terminal, rigide; trois autres filaments ou bras de même structure, prennent naissance sur d'autres points du corps, et, fortement écartés, s'étendent tout droit dans le liquide ambiant. Une couronne de cils vigoureux borde la rainure transversale. (Le) noyau sphérique ou ovoïde, (est situé) sous le dôme antérieur terminal ; (la) vésicule contractile très grande, (est localisée) dans la moitié postérieure du corps.
Longueur 22 μm, non compris les prolongements, qui mesurent de 45 à 60 μm. ».

## Habitat et répartition
Ludio parvulus est un cilié d'eau douce.

## Systématique
L'espèce Ludio parvulus, unique en son genre, a été décrite en 1922 par le biologiste suisse Eugène Penard.
Le famille monogénérique des Ludioidae a été proposée en 1978 par le microbiologiste russe Anatoli Viktorovitch Jankowski (d). Lynn (2008) considère le nom Ludioidae comme un synonyme de Caenomorphidae. Une analyse phylogénétique de 2022 confirme l'inclusion de Ludio parvulus dans les Caenomorphidae.